# Дайъри ъф Дриймс
„Дайъри ъф Дриймс“ (Diary of Dreams) е електронна/даркуейв група от Германия.
Вокалистът и създател на групата Адриан Хатес (Adrian Hates) е създател на по-голямата част от материала на групата с минималната помощ от страна на други музиканти. Той рядко използва цялата група, освен когато са на турне.

## История
Адриан Хатес е класически обучен китарист и пианист, който впоследствие става басист на групата Garden of Delight. Той стартира самостоятелният си проект Diary of Dreams още през 80-те на ХХ век, вземайки името от една своя ранна композиция за китара: „Дневник на сънищата“ („Tagebuch der Träume“). Дебютният му албум „Cholymelan“ излиза през 1994, издаден от лейбъла Dion Fortune.
Окуражен от успеха на първия си албум Адриан основава собствен лейбъл Accession, издавайки няколко поредни албума в следващото десетилетие, създавайки си все по-голяма лоялна фен база след всяко издание. Вторият албум „End of Flowers“ излиза през 1996, развивайки даркуейв звученето на групата. Година по-късно е издаден „Bird Without Wings“, а през 1998 на бял свят се появява експерименталният албум „Psychoma?“.
Групата се утвърждава, издавайки през 1999 компилацията „Moments of Bloom“, включваща по-две обработени песни от всеки албум дотогава. Следващите два албума „One of 18 Angels“ и „Freak Perfume“ залагат на значително повече електроника, позволявайки на музиката на групата да добие популярност в клубните среди и да получи още по-голямо признание.
Албумът им от 2004 „Nigredo“ (концептуален албум вдъхновен от митология, създадена от групата) е крачка назад към по-старото им звучене, но този път примесено с известно количество електронни ритми. Песните, изпълнени на съпътстващото този албум турне, са издадени в първия им концертен диск „aLive“ и съпътстващия го DVD „Nine in Numbers“. Последният за момента албум на групата „Nekrolog 43“ е издаден 2007 и предлага значително по-голямо разнообразие от настроения и концепции спрямо предишните им проекти.

## Дискография

### Албуми
- „Cholymelan“ (1994) – преиздаден през 1999 с 4 бонус песни
- „End of Flowers“ (1996)
- „Bird Without Wings“ (1997)
- „Psychoma?“ (1998)
- „Moments of Bloom“ (1999)
- „One of 18 Angels“ (2000)
- „Freak Perfume“ (2002)
- „Dream Collector“ (2003)- първолначално компилация предвидена само за Южна Африка, но впоследствие издадена в цял свят
- „Nigredo“ (2004)
- „aLive“ (2005) – концертен албум
- „Nekrolog 43“ (2007)
- If (2009)
- Ego X – 2011
- The Anatomy Of Silence – 2012

### Сингли и EP-та
- „O' Brother Sleep“ (2001)
- „AmoK“ (2002)
- „PaniK Manifesto“ (2002) – EP
- „Giftraum“ (2004)
- „Menschfeind“ (2005) – EP
- „The Plague“ (2007)